# Emil Rundqvist
Emil Rundqvist (Stockholm, 1905. november 14. – 1988. május 12.) svéd jégkorongozó.
Részt vett az 1931-es jégkorong-világbajnokságon a svéd válogatottban. A második fordulóból az osztrákok legyőzésével jutottak tovább. A hatos döntőben csak egyszer tudtak győzni. Csehszlovákiát verték 1–0-ra. Ez volt az egyetlen ütött góljuk. Viszont a kanadai csapattal 0–0-t játszottak, vagyis lenullázták őket, ami akkoriban óriási teljesítmény volt. Végül a 6. helyen végeztek, és mint jégkorong-Európa-bajnokság, a 4. helyen.
1928-ig az AIK Ishockeyban játszott, majd 1931-ig a Karlbergs BK volt a csapata. 1933-ban a Hammarby IF Ishockeyföreningből vonult vissza. 1932-ben és 1933-ban svéd bajnok volt. 1931-ben pedig ezüstérmes.